# 操華子
操 華子（みさお はなこ）は、日本の看護学者（感染管理・感染症看護・感染予防技術・基礎看護学）。学位は博士（カリフォルニア大学・2002年）。静岡県立大学看護学部教授・大学院看護学研究科教授。
国際医療福祉大学保健医療学部教授、宮城大学看護学部教授などを歴任した。

## 概要
感染管理、感染症看護、感染予防技術、基礎看護学を専門とする看護学者である。感染制御に関する研究や、感染症看護、および、感染予防技術に関する研究などに従事した。また、アンセルム・ストラウスらの著作の翻訳などでも知られている。聖路加看護大学、国際医療福祉大学、宮城大学、静岡県立大学などで教鞭を執った。

## 経歴

### 生い立ち
聖路加看護大学に進学し、看護学部に在籍し看護学科にて看護学を学んだ。大学卒業後は、聖路加看護大学の大学院に進学し、博士前期課程を修了した。なお、のちにカリフォルニア大学のサンフランシスコ校にて看護学大学院に進学し、看護学研究科にて学んだ。その結果、2002年にカリフォルニア大学から看護学の博士号を取得している。

### 研究者として
母校である聖路加看護大学にて教鞭を執り、看護学部の講師などを務めた。のちに国際医療福祉大学に転じ、保健医療学部の教授に就任した。さらに宮城大学に転じ、看護学部の教授に就任した。2017年4月1日に静岡県立大学に転じ、看護学部の教授に就任した。看護学部においては、主として看護学科の講義を担当した。同時に、静岡県立大学の大学院にて、看護学研究科の教授を兼務した。看護学研究科においては、主として看護学専攻の講義を担当した。

## 研究
専門は看護学であり、感染管理、感染症看護、感染予防技術、基礎看護学、などの分野の研究に従事した。具体的には、感染制御に関する研究や、感染症に罹患した患者の看護、および、感染の予防技術に関する研究に取り組んだ。また、混合研究法を用いた研究でも知られている。そのほか、臨床看護学に関する書籍を上梓するなど、学術書や専門書の執筆や編纂にも携わっている。なお、グラウンデッド・セオリーを提唱した社会学者のアンセルム・ストラウスとジュリエット・コービンの『Basics of qualitative research』を翻訳して日本に紹介するなど、学術書や専門書の翻訳にも携わっている。

## 著作

### 共著
- 操華子・松本直子著『臨床看護研究の道しるべ』日本看護協会出版会、2006年。ISBN 4818011975

### 編纂
- 操華子・山田雅子・沼田美幸編『ナースのためのキャリアアップガイド』医学書院、1999年。ISBN 4260330004
- 本田順一・操華子編著『基礎からわかる感染症』ナツメ社、2012年。ISBN 9784816352287
- 大曲貴夫・操華子編集『感染管理・感染症看護テキスト』照林社、2015年。ISBN 9784796523509

### 翻訳
- M. シモーヌ・ローチ著、鈴木智之ほか訳『アクト・オブ・ケアリング――ケアする存在としての人間』ゆみる出版、1996年。ISBN 4946509054
- アンセルム・ストラウス・ジュリエット・コービン著、南裕子監訳、操華子ほか訳『質的研究の基礎――グラウンデッド・セオリーの技法と手順』医学書院、1999年。ISBN 426034353X
- アンセルム・ストラウス・ジュリエット・コービン著、操華子・森岡崇訳『質的研究の基礎――グラウンデッド・セオリー開発の技法と手順』2版、医学書院、2004年。ISBN 4260333828
- John W. Creswell著、操華子・森岡崇訳『研究デザイン――質的・量的・そしてミックス法』日本看護協会出版会、2007年。ISBN 9784818012806
- Carolyn Jarvis原著、操華子・横山美樹監訳『コンパクトフィジカルアセスメント』エルゼビア・ジャパン、2007年。ISBN 9784860348977
- ジュリエット・コービン・アンセルム・ストラウス著、操華子・森岡崇訳『質的研究の基礎――グラウンデッド・セオリー開発の技法と手順』3版、医学書院、2012年。ISBN 9784260012010

### 註釈
1. ↑  聖路加看護大学は、のちに聖路加国際大学に改組された。

## 関連人物
- 鈴木智之
- アンセルム・ストラウス